# مارتین استیونز (زیست‌شناس)
مارتین استیونز (انگلیسی: Martin Stevens؛ زادهٔ ۱۹۸۲ (۴۲–۴۳ سال)) دانشمند در زمینه بوم‌شناسی فرگشتی و تاریخ طبیعی است. او به خاطر کارش بر روی رنگ‌آمیزی گیج‌کننده در استتار حیوانات شهرت دارد. او یک یک عکاس زیر آب و یک نویسنده تاریخ طبیعی  و علوم عمومی است.